# Magdalena de Suecia (1445-1495)
Magdalena de Suecia (en sueco: Magdalena Karlsdotter; 1445 - Söderköping, agosto de 1495) fue una princesa sueca. Era la segunda hija del rey Carlos VIII de Suecia y de su segunda esposa, Catalina Karlsdotter. En 1468-1470, su marido Ivar Axelsson Tott se convirtió en el sucesor prometido del rey como regente. 

## Vida
Magdalena fue una de los nueve hijos del rey Carlos VIII; la mayoría de sus hermanos murieron en la infancia. Su padre se convirtió en rey de Suecia en 1448. Magdalena contrajo matrimonio con Ivar Axelsson Tott en Nyköping el 21 de septiembre de 1466. No tuvieron hijos. Su marido era el tío de Ingeborg Tott, esposa del regente Sten Sture el Viejo.
Ivar había sido consejero real en Dinamarca; se había mudado a Suecia en 1464, y después de su matrimonio con Magdalena, fue nombrado consejero real de Suecia. En 1468, se convirtió en co-regente informal y se le prometió que sucedería a su suegro después de su muerte como regente interino, presidiendo sobre el consejo hasta la elección de un nuevo regente o monarca, y fue descrito como "el hombre más poderoso de Escandinavia". Tras la muerte de Carlos VIII en 1470, sin embargo, no obtuvo el apoyo necesario para ser el regente del hijo de Carlos, medio-hermano de Magdalena, quien pronto fue superado por Lord Sture. Para 1472, estaba claro que la dinastía Bonde (que sólo había durado un reinado) no perduraría en el trono, y se le entregó al marido de Magdalena Stegeborg como feudo. Ivar Axelsson traicionó a Suecia, admitiendo en 1476 que el rey danés le había prometido Gotland como feudo, y en 1481, un conflicto tomó lugar entre Ivar y el regente sueco. Ivar fue considerado como un traidor a Suecia, y Magdalena, por orden de Erik Oxenstierna en el consejo de Vadstena, fue secuestrada y encarcelada. Enviudó en 1487.
Magdalena fue la benefactora de la abadía de los Frailes Grises en Riddarholmen, Estocolmo, a la cual le hizo muchas donaciones importantes, y fue  honrada por los monjes con la inscripción Propentissima Benefactrix Ordinis Nostri. Magdalena falleció en Söderköping en agosto de 1495 y fue enterrada en la abadía de los Frailes Grises, la cual se encuentra en ruinas en la actualidad.